# Drets del col·lectiu LGBT a l'Índia
El col·lectiu LGTB a l'Índia s'enfronta a certs desafiaments legals i socials que no són experimentats per altres residents.
El setembre de 2018 l'homosexualitat va ser despenalitzada a l'Índia, després que cinc magistrats de la sala del Tribunal Suprem d'aquest país decidissin deixar de considerar les relacions sexuals voluntàries entre persones adultes del mateix sexe com un delicte, tirant per terra una legislació de l'era victoriana, quan el territori indi formava part de les colònies de l'Imperi Britànic. La sentència del Tribunal va constituir un gran assoliment per al moviment LGTB d'Índia, així com per a la societat civil en general, amb profundes influències en altres nacions de la regió.

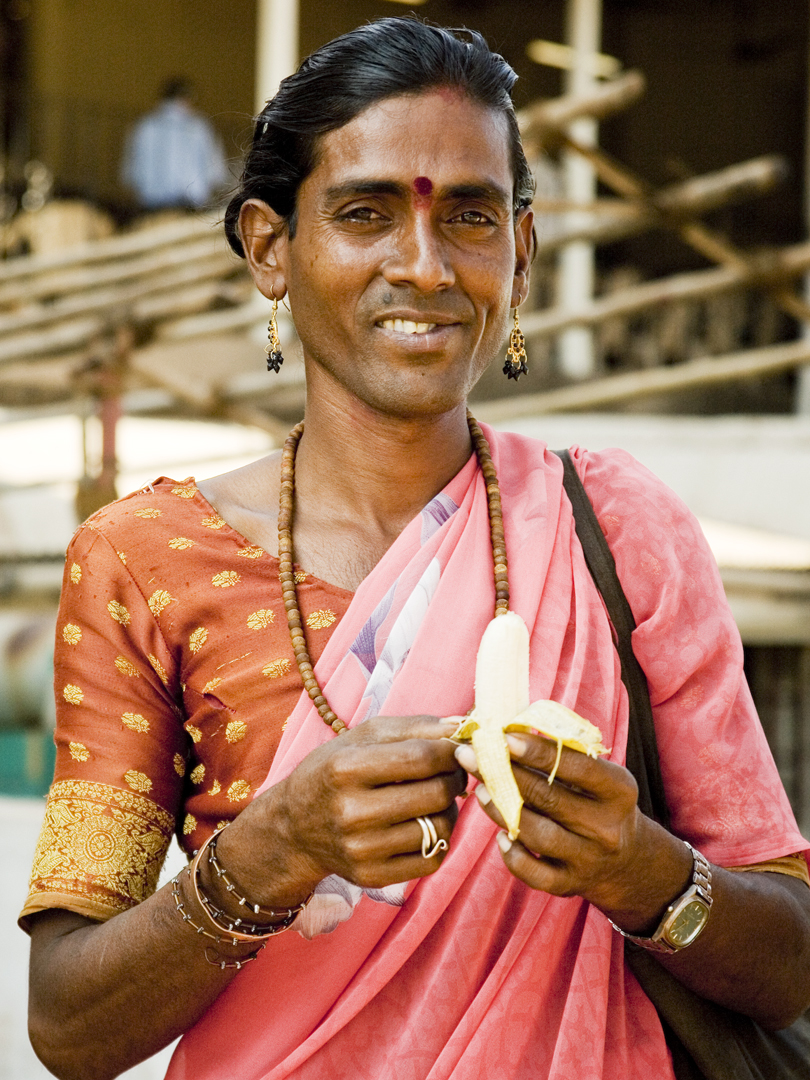
Hijra a Goa

Tot i així, l'homosexualitat a Índia ha estat generalment presa com un tabú tant per la societat índia com pel govern. Fins a fa uns anys les discussions públiques sobre l'homosexualitat estaven prohibides a l'Índia a causa del conservadorarisme pel que fa a qualsevol factor relacionat amb la sexualitat. No obstant això, en els anys recents, s'ha començat a notar que l'opinió dels mitjans i la societat ha canviat lleugerament, a causa de discussions sobre el tema tant pels mitjans de comunicació com per Bollywood.
La religió ha exercit un paper important en els costums i tradicions índies. Encara que l'homosexualitat no s'esmenta explícitament en els textos religiosos relacionats amb l'hinduisme (sí en l'islam) —les dues religions més practicades a Índia—, algunes interpretacions han vist en aquests textos una condemna a l'homosexualitat. tot i això, hi ha un gran debat obert. Molts entesos del tema comparteixen diferents punts de vista respecte a l'homosexualitat. Existeixen arguments i teories que l'homosexualitat existia i que a més era acceptada en l'antiga societat hindú.
Fins a 2018 a l'Índia seguien sent il·legals els actes sexuals «contra l'ordre del natural». Tot i això, el govern no perseguia als majors d'edat que consentien una relació homosexual i la duien a terme en extrema privadesa. En anys recents, es van enfortir les campanyes per despenalitzar l'homosexualitat. Els organitzadors de les campanyes fan èmfasi tant en matèria de drets humans com en qüestions de salut, particularment a difondre informació sobre el VIH/sida. Moltes organitzacions com la fundació Naz (Índia), l'Organització per al Control Nacional de la Sida, la Comissió Jurídica d'Índia, entre unes altres, van aprofitar implícita o explícitament la despenalització de l'homosexualitat a Índia i van demanar tolerància i igualtat social per a lesbianes, gais, bisexuals i transsexuals.
El 2 de juliol de 2009, en una sentència sorprenent, el Tribunal Suprem de Nova Delhi va derogar la secció del codi penal que considerava il·legal a tot acte homosexual. Segons el Tribunal, les relacions homosexuals consentides entre dos adults ja no poden ser considerades il·legals en l'Índia. En la sentència, els jutges van dir que s'havia d'integrar a les persones homosexuals i que se'ls devia respectar la seva qualitat com a persones i dignitat. També, van parlar d'una nova visió de la societat índia cap a l'homosexualitat, més tolerant i oberta. La sentència, si bé va generar un precedent per a accions similars en tota la nació, és només aplicable en la jurisdicció de Delhi.
Després de l'apel·lació, el Tribunal Suprem de l'Índia revertí al desembre de 2013 la sentència del Tribunal Suprem de Nova Delhi, tornant a donar vigència a la secció 377 del Codi Penal indi, que castigava l'homosexualitat amb fins a 10 anys de presó. No obstant això, en 2018 Índia va tornar a despenalitzar l'homosexualitat, al·legant que "les relacions sexuals entre adults homosexuals en privat no constitueix una ofensa", i que qualsevol norma que persegueixi aquestes pràctiques és “discriminatòria i una violació dels principis constitucionals”.

## Història i base religiosa

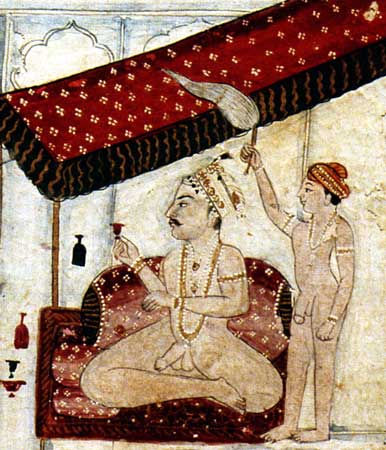
Un príncep indi i el seu jove amant esperen a un grup de concubines (que entren a escena des de la dreta, i no apareixen en aquesta fotografia); detall d'una miniatura mogol, o XIX.

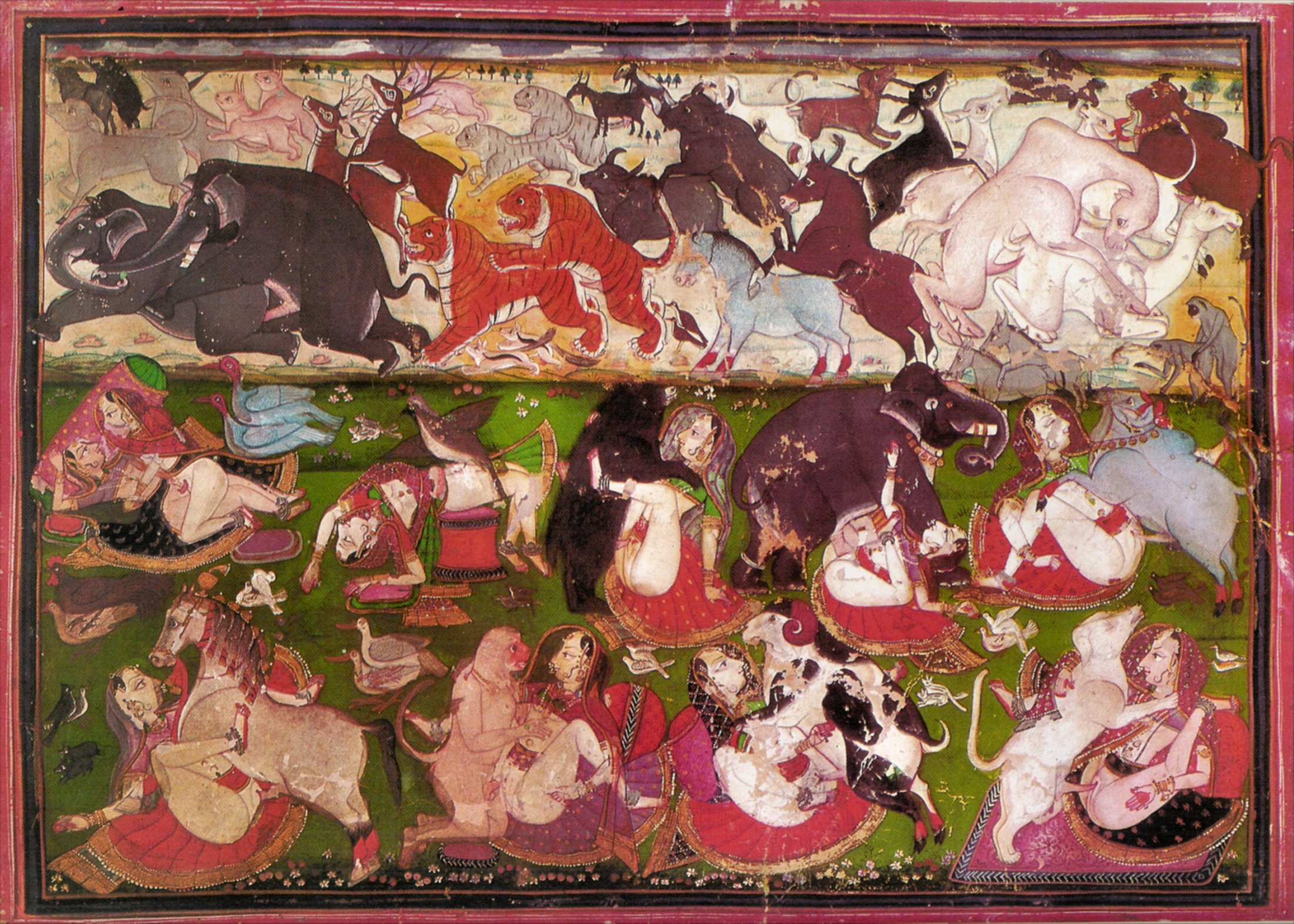
Les naiká com a amants de totes les criatures. Kotah State Rajasthan (1780). En l'extrem esquerre central es veu a dues dones abraçades utilitzant un consolador.

Les Lleis de Manu (probablement del segle iii aC), que són els codis de conducta més antics de l'hinduisme, esmenten les pràctiques homosexuals, però només com alguna cosa per ser regulat, no reprimit. A més, l'homosexualitat va ser considerada en el Kama Sutra (probablement del segle VI a C.) com a part de les pràctiques sexuals acceptades. S'establien determinats càstigs contra les persones amb determinats comportaments homosexuals. Per exemple, l'article que es refereix a les relacions homosexuals mantingudes entre una dona adulta madura i una verge diu: «Una dona que contamini una donzella haurà de ser rasurada o se li haurà d'amputar dos dits, i se l'ha d'obligar a travessar la ciutat muntada en un ruc», mostrant la severitat de la pena imposada.
En canvi, l'article que es refereix a les relacions sexuals entre dues verges suggereix un càstig relativament més suau: «Una donzella que contamina a una altra donzella ha de ser multada amb dos-cents (), pagar el doble dels seus honoraris (nupcials) i rebre deu (fuetades) amb una vara».Aquests càstigs, llegits fora de context, semblen homofòbics, però tenint en compte que a aquestes lleis no els importava el sexe de les persones que mantenien relacions sexuals, sinó el lliurament de la seva virginitat que una jove dona li feia a una altra sense estar casada, pot notar-se que l'homosexualitat no era el delicte pel qual aquesta persona era castigada. Per exemple, el càstig per a una relació sexual forçada entre un home i una dona estableix que «si un home per mitjà de la insolència contamina forçadament una dama, dos dels seus dits han de ser instantàniament amputats, i ha de pagar una multa de sis-cents (panas)», el qual sembla més sever en comparació del càstig establert per al mateix acte sexual entre dues verges. També cal notar que no existien lleis condemnatòries d'actes sexuals entre dues persones no verges que mantenien relacions sexuals.
Els càstigs per als homes que cometessin aquestes ofenses eren menys severs: «Una trobada antinatural amb un home és declarat com la causa de la pèrdua de la casta (gati bhramsa)».
«Un home que comet una ofensa antinatural amb un home... haurà de banyar-se amb la roba posada». El càstig sembla extremadament suau, ja que aquesta és suposadament la forma en què tradicionalment la majoria dels vilatans prenien els seus banys.
Molts crims heterosexuals eren castigats de manera molt més severa. Per exemple, actes d'adulteri i violació eren castigats amb extrema tortura, i fins i tot amb la mort.
El tracte desigual podria ser degut als dels prejudicis de gènere tenint en compte que les Lleis de Manu són iguals que les escriptures que van establir que l'estatus de la dona és el mateix (o fins i tot inferior) a les terres, bestiar i altres pertinences d'un home. El Rig Vedá i els vestigis d'escultures mostren actes sexuals entre dones com a revelacions d'un món femení, on la sexualitat es basa en el plaer i la fecunditat.
La traducció íntegra i moderna del clàssic text indi del Kama Sutra es refereix sense ambigüitat o hipocresia a tots els aspectes de la vida sexual inclòs el matrimoni, l'adulteri, la prostitució, sexe en grup, sadomasoquisme, homosexualitat masculina i femenina i travestismo. El text traça un fascinant relat d'una Índia l'obertura de la qual a la sexualitat va donar lloc a un alt nivell de desenvolupament en l'expressió eròtica.
A l'obra Amor homosexual a l'Índia: lectures de literatura i història, els seus autors Ruth Vanita i Saleem Kidwai analitzen la història del comportament homosexual en l'Índia, des de l'hindú, el budista, el musulmà i les tradicions fictícies modernes. El pròleg del llibre indica que aquest «traça la història d'idees basades en escrits tradicionals indis sobre l'amor entre dones i sobre l'amor entre homes que no estan biològicament emparentats». El llibre té una col·lecció d'històries procedents de textos antics com Majábharata, Pancha Tantra, Kama Sutra, Shivá Puraná, Krittivasa Rāmāiana, el Skandá puraná, Amir Khusro i Baburnama, juntament amb literatura índia contemporània que recolza les idees.

## Estatus legal i repercursión de la despenalització de l'homosexualitat
Les relacions homosexuals van romandre il·legals a l'Índia fins a 2018, sota una antiga llei de l'era britànica originada en 1860 coneguda com l'article 377 del codi penal indi, la qual penalitza «el coit carnal contra l'ordre de la naturalesa». La vaguetat de la llei va donar lloc al fet que s'utilitzés en contra d'una àmplia gamma de comportaments sexuals, així com el sexe oral (heterosexual i homosexual), el sexe anal (denominat sodomía, tant heterosexual com a homosexual), la zoofilia, etc. El càstig anava de deu anys de presó a cadena perpètua.
Cap dels majors partits polítics de l'Índia històricament havien advocat per donar suport als drets gais ni als seus programes electorals ni polítics. No obstant això, un dels membres del Partit Comunista de l'Índia (Marxista), Brinda Karat, va escriure una carta oberta en 2003 dirigida al llavors ministre de Llei i Justícia, Arun Jaitley, sol·licitant revocar la Secció 377 del CPI.
Encara que realment la batalla del moviment LGTB es va iniciar en 2001, en 2009 es va donar el primer gran pas cap a l'eliminació de la llei abans referida, quan el Tribunal Superior de Nova Delhi declarava la seva nul·litat per violar els drets fonamentals, encara que en 2013 el dictamen va ser revocat arran de la petició de diversos grups religiosos i individus que consideraven que la decisió posava en perill la institució del matrimoni, per la qual cosa una sala de dos magistrats del Tribunal Suprem va sentenciar que la llei necessitava ser sotmesa a consens parlamentari i no a la decisió d'un tribunal menor.
La llei al·lusiva establia que «aquell que mantingui un coit carnal voluntàriament contra l'ordre de la naturalesa amb qualsevol home, dona o animal ha de ser castigat amb presó per a tota la vida o amb empresonament per qualsevol d'aquests delictes per un període que pot estendre's fins als deu anys de presó, a més de ser objecte de multa».
En 2018, i a diferència de la decisió de 2013, el Govern de l'Índia es va mantenir al marge, mentre que els magistrats van indicar la seva intenció de reservar-se el dret a declarar la nul·litat de la llei, independentment de l'abolició de la mateixa per part de l'Executiu. Des de juliol, els cinc magistrats del Suprem havien fet referència a la incompatibilitat entre l'article 377 del Codi Penal i el dret a la privadesa, en relació amb una sentència que el mateix tribunal havia fallat en 2017, en favor de preservar l'orientació sexual com a element principal del dret constitucional a la privadesa dels ciutadans.
Aquesta incompatibilitat legal va encoratjar el moviment LGTB a enfortir la seva lluita per la despenalització de l'homosexualitat, promovent una sèrie de debats que van abastar amplis sectors de la societat durant uns dotze mesos. Així, els defensors de l'article 377 van quedar reduïts a diversos grups cristians que van insistir fins a l'últim moment en què no existeixen proves científiques que sostinguin que una persona pot néixer amb diferents orientacions sexuals i que l'anul·lació de la llei suposaria la propagació de malalties com la sida.

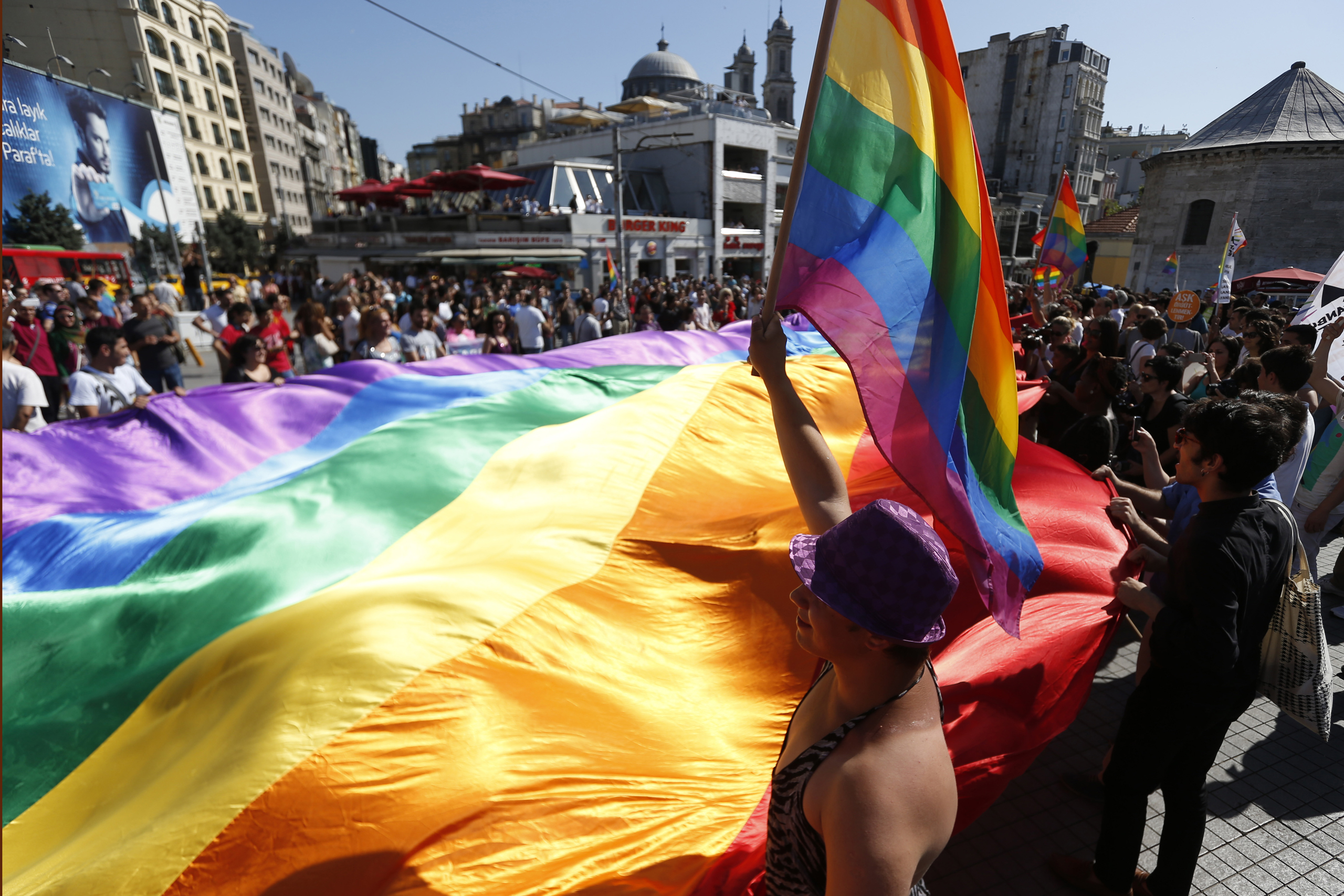
La despenalització de l'homosexualitat a Índia va ser acollida amb alegria per la comunitat LGTB de diversos països.

Finalment al setembre el Tribunal Suprem, en veu del seu president Dipak Misra, va reconèixer que “les relacions privades i consensuades entre adults del mateix sexe no constitueixen una violació de l'article 377 del Codi Penal”, la qual cosa va significar l'abolició dels efectes en contra de la comunitat homosexual. D'aquesta forma, el col·lectiu LGTB de l'Índia va aconseguir actualitzar el marc de la democràcia amb major quantitat de ciutadans del món, donant un nou pas cap al respecte de la diversitat, els drets individuals, la participació social i l'erradicació d'un penós vestigi del colonialisme.
La despenalització de l'homosexualitat a l'Índia va ocupar titulars de gairebé tot el món, tenint especial repercussió en altres antics dominis britànics, on existeixen o van existir instruments jurídics similars a l'article 377, perquè de fet, moltes vegades les lleis d'Índia en l'època colonial eren extrapoladess a altres territoris de l'Imperi. Un exemple de l'anterior ho constitueix Singapur, on es manté vigent l'anomenada Secció 337Al fet que criminalitza l'homosexualitat a Tailàndia. Davant aquest fet, el moviment LGTB ha redoblat esforços per a la seva abolició, seguint l'exemple dels seus veïns indis.

### Detencions d'homosexuals i violacions dels drets humans abans de 2018
Una xifra il·lustrativa de l'aplicació d'aquesta llei, segons dades de l'Associació Internacional de Gais i Lebianes (ILGA), revela que prop de 1.500 persones van ser detingudes a l'Índia en virtut de l'article 377 en 2015. A més, l'organització Human Rights Watch afirmà saber de les detencions de quatre homes a la ciutat de Lucknow en 2006 i d'altres quatre en 2001.
Les condemnes per aquests casos en l'última etapa de la penalització de l'homosexualitat a l'Índia resultaven extremadament rares. No obstant això, Human Rights Watch va mantenir ferma la seva postura que la l'article 377 s'usava per fustigar els esforços de prevenció del VIH/sida, així com als treballadors sexuals masculins, que es tenen un gran risc de contreure el virus. La Unió Popular per a les Llibertats Civils va publicar dos informes sobre les violacions de drets humans que enfronten les minories sexuals, i en particular els transexuals a l'Índia.

### Peticions de reforma de l'article 337
En 2003, l'Alt Tribunal de Delhi es va negar a considerar una petició respecte a la legalitat de l'article 377, dient que els que feien la petició, una ONG de salut sexual anomenada Naz Foundation no tenia legitimació processal en la matèria. Des que cap persona ha estat acusada o condemnada en els anys recents sota aquesta secció, seria molt poc probable que el Tribunal Superior de Delhi la considerés il·legal, sumant l'absència d'un demandant sense legitimació processal. No obstant això, això no exclou la possibilitat d'alguna altra sentència del Tribunal Superior sobre aquesta secció, o fins i tot una fallada del Tribunal Suprem de l'Índia considerant la petició com un LIP (litigi d'interès públic). Finalment, la Fundació Naz va guanyar el seu recurs de cassació davant el Tribunal Suprem contra la decisió de l'Alt Tribunal de desestimar la petició de l'organització per motius tècnics. El Tribuna Suprem va decidir que la Fundació Naz tenia la legitimació suficient com per presentar un LIP en aquest cas i va enviar el cas novament a l'Alt Tribunal de Delhi perquè reconsideri els seus mèrits. L'Alt Tribunal de Delhi ha reconsiderat la petició des d'octubre de 2006. En el cas, hi ha hagut una notable intervenció d'un grup anomenat «Voices Against 377» (veus contra [l'article] 377) de suport als drets gais, als drets de les dones i als drets dels nens, amb base a Nova Delhi. El grup, ha recolzat la petició de reformar l'article 377, per excloure de les seves línies al sexe consensuat entre homosexuals adults.
Tot i les pressions nacionals i internacionals, la llei roman vigent en el codi penal. Aquesta llei és usada per alguna gent per amenaçar i fer xantatge a homosexuals. També s'ha utilitzat, especialment durant els finals del segle XX i principis del segle xxi, per assetjar als qui distribuïen condons entre homosexuals.
La policia, també fa ús d'ella quan registren denúncies presentades pels pares de les parts implicades. Per exemple, una parella de lesbianes que van escapar juntes a Uttar Pradesh (al nord de l'Índia) van ser arrestades i retornades a la custòdia dels seus pares, malgrat ser majors d'edat, la policia les va arrestar aplicant aquesta secció com la base jurídica de les seves detencions.
Dia a dia, creixen les demandes d'activistes demanant la despenalització de l'homosexualitat.
El setembre de 2006, el Premi Nobel Amartya Sen i el conegut escriptor Vikram Seth es van reunir amb una vintena d'indis destacats en la vida pública per demandar públicament aquest canvi en el règim jurídic.
La carta oberta demanda que «en nom de la humanitat i de la nostra Constitució, s'ha d'eliminar aquesta llei cruel i discriminatòria».

### Protecció legal contra la discriminació
L'article 15 de la Constitució de l'Índia estableix que:
15. Prohibició de la discriminació per motius de religió, raça, casta, sexe o lloc de naixement
(1) L'Estat no discriminarà a cap ciutadà per motius únicament de religió, raça, casta, sexe, lloc de naixement o qualsevol d'ells.
(2) Cap ciutadà podrà, només per motius de religió, raça, casta, sexe, lloc de naixement o qualsevol d'ells, estar subjecte a cap discapacitat, responsabilitat, restricció o condició pel que fa a
(a) accés a tendes, restaurants públics, hotels i palaus d'espectacles públics; o
(b) l'ús de pous, tancs, ghats de bany, carreteres i llocs d'ús públic mantinguts totalment o parcialment amb els fons estatals o dedicats a l'ús del públic en general.
El Tribunal Suprem ha dictaminat que la Constitució de l'Índia prohibeix la discriminació basada en l'orientació sexual d'un ciutadà. Les persones que sofreixin discriminació a causa de la seva orientació sexual ara poden presentar una demanda en un tribunal de justícia.

## Reconeixement de parelles del mateix sexe
No existeix reconeixement legal de parelles del mateix sexe sota la llei índia. Durant una recent visita de l'ex-Primer Ministre canadenc Paul Martin, el primer ministre indi Manmohan Singh va rebre una pregunta d'un periodista sobre quin era la seva opinió sobre la recent aprovació de matrimonis homosexuals al Canadà. La seva resposta va ser que «allà no existia molta comprensió sobre les lleis com n'hi ha a Índia», per després desviar el tema quan va començar a parlar que les societats de tots dos països eren culturalment molt diferents.
El cos superior religiós sij, el Akal Takht, ha emès un edicte condemnant el matrimoni entre persones del mateix sexe i ha instat als sijs que viuen al Canadà a no recolzar o permetre matrimonis gais en gurdwaras. En 2005, dues dones de Hyderabad li van demanar al Darul Qaza, una cort islàmica, un fatwa que les autoritzés a contreure matrimoni, però se'ls va denegar el permís amb una reprimenda del cap cadí.
Cap dels principals grups cristians permeten el matrimoni entre persones del mateix sexe.
No obstant això, des de 1987 quan els mitjans de comunicació nacional van treure a la llum la història de dos homes policies que havien contret matrimoni mitjançant rituals hindús a l'Índia Central, la premsa informà de molts casaments entre persones homosexuals, al voltant de tot el país, majorment entre dones joves de classe mitjana baixa en petits pobles o en àrees rurals, les quals no tenen contacte amb cap moviment gai. La reacció de la família va des del suport, desaprovació i fins a en violentes persecucions. Mentre que la policia generalment, assetja a aquestes parelles, els jutjats indis han defensat de manera uniforme a aquestes parelles, en dret, com a adults, a viure amb qualsevol persona que desitgin.
En anys recents, aquestes parelles també han aparegut en la televisió explicant les seves històries de parella. També, hi ha hagut nombrosos casos de suïcidis pactats entre parelles del mateix gènere, majorment dones (les parelles formades per heterosexuals també solen recórrer al suïcidi en conjunt quan les seves respectives famílies s'oposen a la unió). A Amor homosexual a l'Índia: lectures de literatura i història, l'autora Ruth Vanita, analitza dotzenes d'aquests matrimonis i suïcidis que han ocorregut en el període de tres dècades, i explora els seus aspectes legals, religiosos i històrics. Segons afirma, molts d'aquests matrimonis poden ser considerats, sens dubte, com legalment vàlids, en virtut de la Llei de Matrimoni Hindú (de 1955): qualsevol matrimoni entre dos hindús i que es realitzen d'acord als costums prevalents en la comunitat d'un dels dos, és jurídicament vàlid. No cal llicència per contreure matrimoni, i la majoria dels casaments heterosexuals a Índia es duen a terme solament per ritus religiosos, sense un certificat de matrimoni i mai són registrats per l'Estat. La majoria de les parelles busquen la validació de les famílies i de la comunitat.
També hi ha hagut matrimonis homosexuals entre persones d'alt perfil com a celebritats; així com per exemple la unió civil del dissenyador Wendell Rodericks amb el seu soci francès, dut a terme sota la legislació francesa a Goa (Índia).

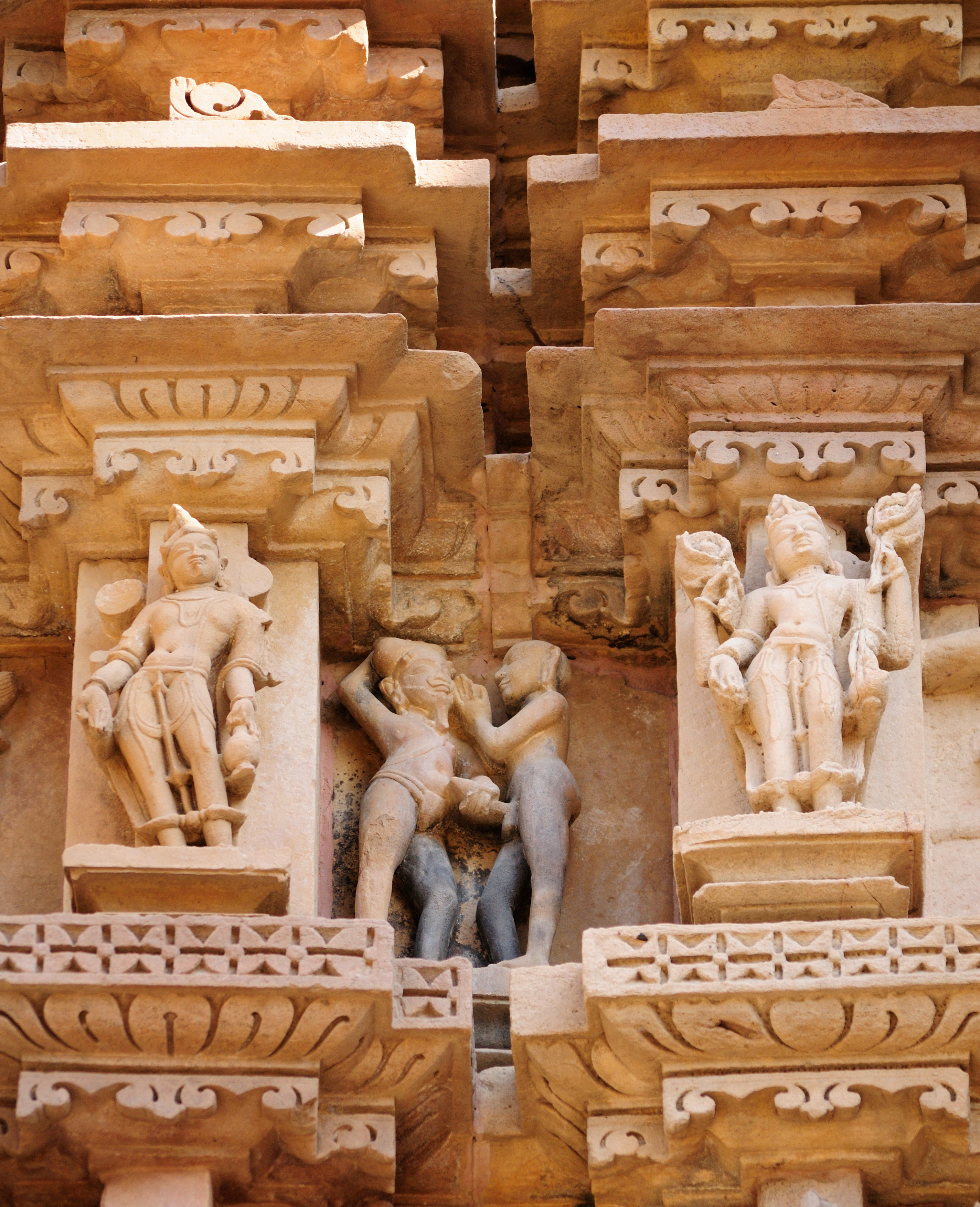
Representació de l'homosexualitat en una escultura del temple Kandariya Mahadeva a Khajuraho, localitat de l'estat de Madhya Pradesh a l'Índia.

## Suport per legalitzar l'homosexualitat
La Fundació Naz (Índia), una ONG amb base a Nova Delhi, és l'organització que està al capdavant en la lluita per descriminalizar l'homosexualitat. És una organització benèfica que ha estat treballant sobre el VIH/sida i amb temes relacionats amb la salut sexual des de l'any 1994. Anjali Gopalan n'és la fundadora i es dedica a lluitar contra l'epidèmia del VIH/sida, a més de donar suport a la legalització de l'homosexualitat en l'Índia. Anjali va començar a treballar en temes relacionats al VIH/sida en comunitats marginades dels Estats Units. Quan va tornar a Índia en el començament de la dècada de 1990 va notar la falta de resposta de la societat i del govern enfront de la creixent epidèmia del VIH. Va fundar Naz Índia per centrar-se en les comunitats estigmatitzades per la societat.
Els esforços de Naz Índia, per a sensibilitzar al govern en diferents qüestions relacionades amb l'epidèmia inclouen la modificació de la Secció 377 del Codi Penal Indi. A més, l'organització pren com a principal repte les intervencions efectives en matèria sexual entre les minories sexuals quan es tracta de lluitar contra el VIH/sida.
Al desembre de 2002, Naz Índia va presentar un LIP (litigi d'interès públic) per canviar la secció 377 del CPI en l'Alt Tribunal de Delhi.
El dijous 6 de setembre del 2018, el Tribunal Suprem de l'Índia va decidir, després d'un debat, despenalitzar l'homosexualitat.

## Mitjans de comunicació gai
El QMC (Queer Media Collective o, en català, Mitjans del Col·lectiu Queer) és un grup de periodistes professionals que tenen per objectiu reconèixer i premiar als gais, lesbianes i altres persones pertanyents a minories sexuals a l'Índia, que aporten en els mitjans de comunicació i en la indústria de l'entreteniment al país. Aquest grup va celebrar la seva primera trobada a Bombai, a la fi de 2007. Ara, el grup té membres a Nova Delhi i en Bangalore. La primera trobada organitzada pel grup va ser el Queer Media Collective Awards 2008.

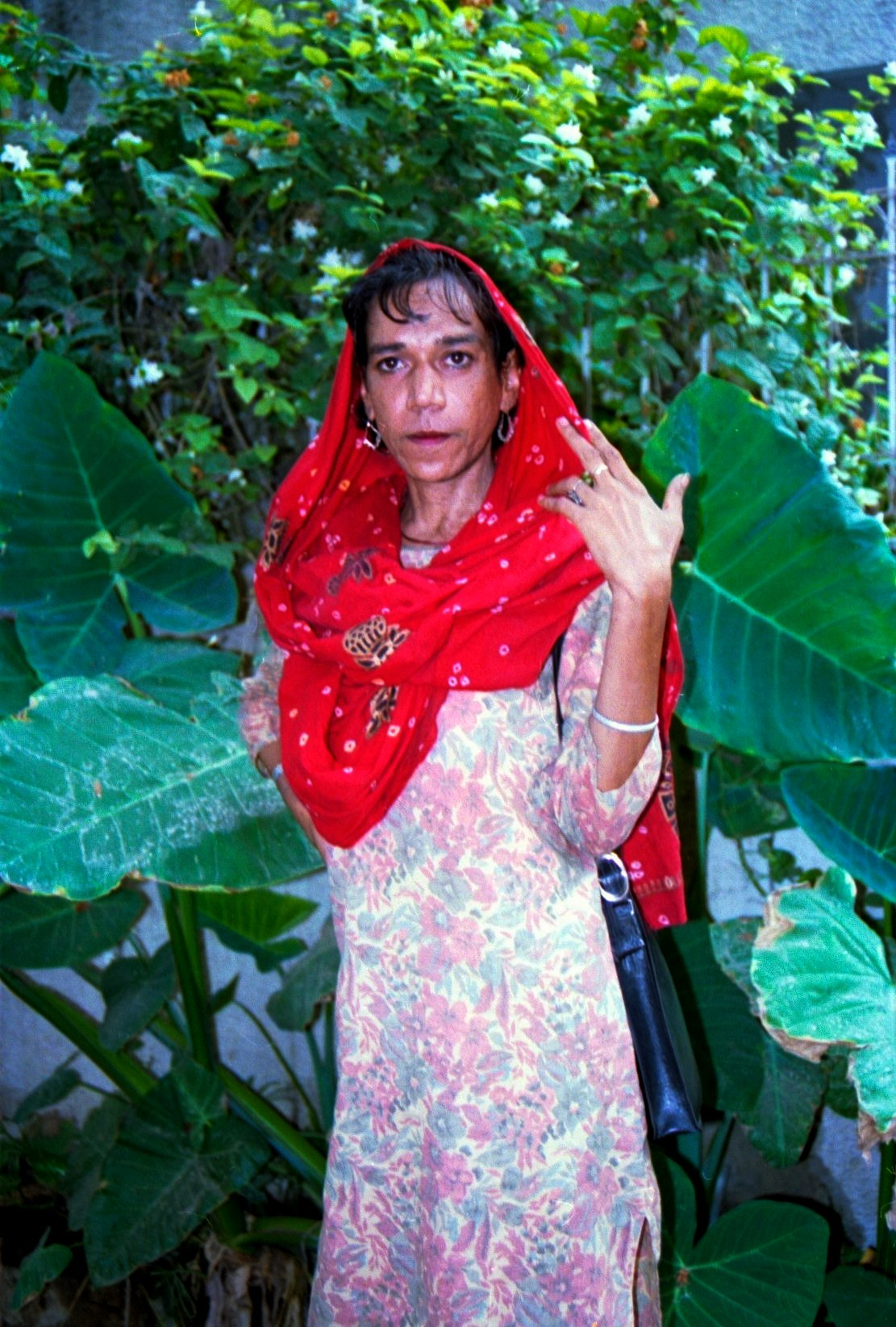
Una jisra a la ciutat de Nova Delhi.

El Time Out (de Nova Delhi) ha dedicat una columna que cobreix els esdeveniments gai a Delhi cada setmana. Ara, amb l'aparició de diversos grups de suport als drets dels LGBT, la gran comunitat homosexual reprimida ha augmentat el seu accés als serveis de salut i als esdeveniments socials. En 2009 es tornà a editar la revista Bombai Dost, l'única revista LGBT del país, que s'havia interromput en 2002 per falta de fons.
La Internet ha creat una prolífica ciber-cultura gai per a la comunitat del sud asiàtic. Llocs de cites gai com GayDia i IndusGay proveeixen un camí alternatiu per conèixer gent, comunitats en línia com GayBombay ofereixen un sistema segur per conèixer gais per tota l'Índia. El lloc de xarxa social, Facebook, compta amb una àmplia comunitat d'homosexuals del sud d'Àsia, tant els que viuen en aquesta zona del planeta com els originaris d'allí que es troben en altres parts del món. El grup ha estat creat per «oferir sorpresivament enllaços informatius que actuen com una de les poques comunitats en línia d'homosexuals sud-asiàtics». Altres blogs com Queeristan ressalten històries i problemes específics per aquesta comunitat marginalizada.

## Vida gai al país
En ciutats índies com Bombai, Hyderabad i Bangalore, existeix una activa vida gai a les nits, incloent balls i bars. Des de 2004 han anat disminuint gradualment els informes de fustigació contra persones homosexuals (especialment per part de la policia).
En 2005, el príncep Manvendra Singh Gohil d'un principat conservador en l'estat de Guyarat es va declarar gai públicament.
Va ser designat ràpidament pels mitjans de comunicació indis i mundials com el primer membre d'una família reial que declarava públicament la seva condició d'homosexual. En una reacció immediata de la família reial, va ser desheretat, però finalment es van reconciliar. Fins i tot, ha anat al xou de Oprah Winfrey.
En 2008, el competidor de Mr. Gai Internacional, Zoltan Parag, va dir que tenia por de tornar a l'Índia per temor a la discriminació: «Els mitjans indis m'han exposat molt. Ara quan crido als meus amics en l'Índia, els seus pares no em deixen parlar amb ells».
En 2008 es va celebrar a Nova Delhi una marxa de l'orgull gai, cridant l'atenció sobre les elevades taxes de suïcidi entre homosexuals indis.
El 6 de setembre de 2018 la despenalització de l'homosexualitat va constituir un gran triomf celebrat massivament per la comunitat LGTB i els seus simpatitzants amb una concentració enfront de la Cort Suprema, a Delhi, on van acudir des d'hores del matí d'aquest dia per escoltar el veredicte final de la instutición judicial. L'esdeveniment va tenir una gran reperusión en els mitjans de premsa de tot el món.
Els homosexuals d'Índia, segons l'últim cens, sumen prop de dos milions; encara que s'estima que molts uns altres mai no han declarat la seva orientació sexual a les autoritats sanitàries, precisament per la criminalització que la llei establia sobre les desenes de milions de membres de la comunitat LGTBI a l'Índia.

## Situació de les persones transexuals, intersexuals i transgènere
A l'Índia, existeix, des de fa molt temps, un grup religiós d'homes que es vesteixen i es comporten com a dones: són els jisras i adoren a la deessa Bajuchara Mata.
A la religió hinduista existeix una definició clara de dos sexes, no obstant això varis dels seus déus presenten trets d'un i d'un altre sexe, la qual cosa permet l'acceptació de l'existència d'un "tercer sexe".

### Canvi de nom
El canvi de nom és possible a través d'una declaració jurada que ha de tenir, com a testimonis, a un magistrat, a un notari públic o a un comissionat de juraments. Així mateix, és necessari publicar el canvi de nom en un periòdic local. Finalment, els detalls han d'enviar-se al Departament de Publicacions de Nova Delhi.

### Canvi de marcador de gènere
El canvi de marcador de gènere és legal, sota requisits poc clars. La sentència del Tribunal Suprem a NALSA c. la Unió de l'Índia (2014) reconeix el dret de les persones trans a "decidir el seu gènere autopercebut" com a home, dona o tercer sexe, i exhorta al govern central i als governs estatals a reconèixer-los com a tals. Algunes persones trans han pogut utilitzar el cas NALSA com a antecedent per aconseguir el reconeixement jurídic del seu gènere en seu judicial. Durant diversos anys, ha estat possible, a l'estat de Tamil Nadu Ha, obtenir una cèdula d'identitat amb el canvi de nom i el marcador de gènere, a través de la Junta de Benestar de persones Transgènere. No obstant això, aquest fet no és sempre suficient per a finalitats d'identificació oficial, com sol·licitar un passaport o obrir un compte bancari.